# Жданович, Антон Никитич
Антон Никитич Жданович (народное прозвище — Волочай) герба Ястржембец (? — после 1660) — киевский полковник, генеральный есаул и наказной гетман Войска Запорожского, участник восстания Хмельницкого.

## Биография
В 1649 году Антон Никитич служил в Чигиринском полку и оборонял Киев от польско-литовских войск. После гибели в августе 1649 года полковника Михаила Кричевского стал киевским полковником. В конце 1650 года ездил с посольством в Константинополь благодарить падишаха за обещанную помощь Хмельницкому против поляков, а в следующем году после поражений брацлавского полковника Нечая под Красным и вследствие вновь начавшихся неприязненных действий между казаками и поляками, был послан туда же просить о присылке помощи.
В 1651 году сдал Киев литовцам, которые разграбили город. Входил в состав комиссии для выработки Белоцерковского договора с правительством Речи Посполитой.
В 1653 году был в составе посольства в Варшаву, где был арестован. 23 сентября 1654 года вернулся к Богдану Хмельницкому и 28 сентября был направлен на переговоры в Москву. В Москве Антон Никитович удостоился пожалования в «три сорока соболей». В 1655 году упоминается как полковник киевский в отставке. В марте 1656 года вновь стал киевским полковником, а в ноябре генеральным есаулом.
Во время похода на Речь Посполитую для поддержки Дьёрдя II Ракоци 10 января 1657 года назначен наказным гетманом над Киевским, Белоцерковским и Переяславским полками. В период похода находился в конфликтных отношениях с Ракоци, который по свидетельству современников презрительно относился к наказному гетману. В конце похода казаки взбунтовались против Антона Никитовича и ему пришлось бежать в Киев и скрываться в монастыре.
Одно время Жданович был со своим полком в Чернобыле (на правом берегу Днепра) для защиты края от литовцев под начальством Радзивилла. Узнав о поражении Гаркуши на реке Ирпени, он собрался вступить в бой с литовцами, но был остановлен митрополитом Сильвестром и печерским архимандритом, убедившим его, что легче спасти Киев, его церкви и жителей от разгрома, вымоливши пощаду у Радзивилла, чем надеяться на успех сражения. Киев был занят Радзивиллом без боя. Узнав об уходе Ж. из-под Киева, Хмельницкий остался этим очень недоволен, послал Киевскому полковнику строгий выговор за самовольство и угрожал войсковою карою. Получив от гетмана в помощь к своему полку ещё два (белоцерковский и уманский), Жданович решил освободить Киев от литовцев и с этою целью вошёл в тайные сношения с киевлянами и составил план погубить неприятельское войско. Один из его помощников, Мозыра, должен был пойти к Днепру и зажечь литовские байдаки; другой (Гаркуша) был отправлен им идти по правому берегу реки, чтобы затем ударить на старый город, сам Жданович предполагал плыть вверх по Днепру и пристать к берегу против города в тот самый момент, когда Гаркуша нападет на Киев с противоположной стороны. С началом сражения горожане должны были зажечь свои дома, дабы этим увеличить смятение литовцев и не предать в их руки своего имущества. Этот сложно задуманный план Ждановича не был приведен в исполнение вследствие ослушания Мозыра. Сам Жданович был принужден отступить от Печерского монастыря. Хмельницкий после этого вступил с поляками в переговоры и заключил с ними в сентябре 1651 года белоцерковский трактат. Однако, вскоре между обеими сторонами стали возникать недоразумения, повлекшие за собой и столкновения. Для разрешения недоразумений и производства суда над нарушителями трактата, по мысли короля, была составлена особая комиссия, куда Хмельницким был назначен Жданович в качестве депутата с казацкой стороны. Одним из первых дел этой комиссии было присуждение к смертной казни таких видных казаков, как Мозыра, Хмелецкий, Гладкий и Гуляницкий. Вскоре, однако, бесплодность Белоцерковского трактата, стала очевидной, и между казаками и поляками вновь возгорелась война, поводом к которой послужило сватовство сына гетмана к дочери молдавского господаря Лупулы. После рады под Тарнополем (в июне 1653 года) гетман решил вступить с поляками в переговоры и с этой целью отправил Ждановича в Варшаву. Прибытие сюда Ждановича совпало с тем моментом, когда поляки были уверены в благополучном исходе войны. Он не был допущен к королю, и ему пришлось вести переговоры с гетманом Потоцким. Жданович привез с собой прошение казаков о сохранении в силе Зборовского договора, неприкосновенности церквей и монастырей и уничтожении унии. Исполняя тайный приказ гетмана, Жданович говорил, что Хмельницкий хочет отдаться под власть турок, но что казаки хотят быть под властью короля при условии, однако, сохранения Зборовского договора. Своими требованиями Жданович возбудил в Потоцком и окружавшей его шляхте бурю негодования и едва не подвергся оскорблению со стороны Потоцкого. Хитрость Хмельницкого была понята, и Жданович получил ответ, что мир с казаками может быть только в том случае, если они откажутся от союза с татарами, задержат чауша, присланного Портою, и выдадут Хмельницкого. Вместе с тем Жданович, несмотря на протесты и убеждения, был задержан в Варшаве. Отсюда он был переведен затем в войско Радзивилла, пленником которого был до начала 1654 года. С этих пор Жданович уже перестает быть Киевским полковником, а место его занимает, сперва в качестве наказного полковника, Павел Яненко-Хмельницкий. По возвращении из плена Жданович был короткое время чигиринским полковником, а с осени 1656 г. упоминается уже как генеральный судья. Занимая этот уряд, Жданович в конце 1656 года был отправлен Хмельницким в качестве наказного гетмана с двенадцатью тысячами войска в поход на помощь седмиградскому князю Ракочи, в союзе с которым находились тогда Украина и Швеция. Союзное войско достигло Варшавы, но этим успех его и закончился, так как в это время шведский король покинул Ракочи и во владения последнего вторглись австрийские войска. Поход казаков под начальством Ждановича вызвал в Москве сильное неудовольствие против гетмана, и к нему в начале июня 1657 г. прибыли послы с выговором и требованием объяснения цели посылки войск на помощь Ракочи. Послам был дан ответ, что Жданович ходил в Польшу вовсе не для того, чтобы поддержать притязания Ракочи на польский престол, а для того, чтобы "поляки не воевали подданных его царского величества"; но почти одновременно с ними прибыли к Хмельницкому и польские комиссары для установления с ним договора. Они должны были добиться разрыва союза казаков с Ракочи и шведами и посылки казаков на помощь полякам. Хмельницкий, удовлетворяя якобы их желанию, немедленно послал Ждановичу приказ оставить Ракочи под страхом наказания и объяснил комиссарам, что Жданович действует самовольно. Ракочи, получив известие о вступлении австрийцев в его владения, стал спешно отступать, но под Меджибожем был окружен со всех сторон поляками. Казаки, бывшие вместе с войсками трансильванского князя, взбунтовались против Ждановича и заявили, что, они не хотят воевать из-за предоставления польского престола Ракочи, тем более, что поход этот предпринят против воли московского государя. Возбуждение казаков было настолько сильно, что они грозили убить Ждановича и самовольно разошлись. Ракочи, попав в безвыходное положение, заключил с поляками мир, а Жданович вернулся на Украину. В августе 1657 года он уже находился в Киеве.
После смерти Богдана Хмельницкого претендовал на гетманскую булаву. В гетманство Ивана Выговского был посланником к турецкому султану и находился с гетманом во время Конотопской битвы.  После смерти Хмельницкого Жданович стал на сторону Ивана Выговского, который высоко ценил его услуги. Так, например, Выговский предполагал послать его вместе с Павлом Тетерей (в июне 1658 г.) на Виленскую комиссию, которая должна была собраться для решения вопроса о предоставлении польской короны Алексею Михайловичу. По низложении Выговского, Жданович остался ему верен и ушёл в Польшу. В статьях Юрия Хмельницкого (январь 1659 г.) о нём говорится, как об одном из главных "советников" Выговского; в этих статьях было постановлено под страхом смертной казни тем "которые были в совете с изменником Ивашком Виговским, по век живота в раде войсковой и в секретной и в уряде ни в каком не быть". Последний раз Жданович упоминается в начале 1660 года.
В 1660 году принимал участие в осаде Могилёва-Подольского польскими войсками. В это время гетман Потоцкий вместе с Выговским и татарскою ордою осадил Могилев, в котором находился гарнизон из восьми тысяч казаков, признававших гетманом Юрия Хмельницкого. Но приступ поляков отразили подольский полковник Гоголь и Миргородский Кирило Андреев, прогнавшие поляков из-под Могилева с большим уроном и взявшие в плен бывшего в польском войске Ждановича.
Во время осады попал в плен к русско-казацким войскам и, вероятно, был казнён. Народ сохранил память о Ждановиче в думе на смерть Хмельницкого, где он называет его Антоном Волочаем.
Жданович Валерий рассказавший и цитировавший поэму "Полтава" Пушкина , сохранил таким образом сведения его фамилии последних потомков Ждановича Георгий Олексеевича